# 스쿠알렌
스쿠알렌(Squalene)은 상어간유, 올리브, 아마란스 씨, 쌀겨, 맥아 등에 많이 함유되어 있는 불포화 탄화수소(C30H50)로서 인체의 여러 조직에도 존재한다. 식물과 인간을 포함한 거의 모든 동물들은 스쿠알렌을 생산한다. 스쿠알렌은 체내에서 스테로이드 호르몬과 비타민D, 담즙산, 콜레스테롤의 생합성에도 이용된다. 스쿠알렌은 미용 보조제로도 사용되며 최근에는 면역보조제로 사용되고 있다.

## 스쿠알렌의 인체분포
1976년에 리우(Liu) 등은 인체의 다양한 조직에서 스쿠알렌 농도를 측정하였다. 피부에서 475 µg/g (건조무게)로 가장 높게 관찰되었고, 그 다음이 지방조직으로 275 µg/g, 간 75µg/g, 소장 42µg/g으로 중간 정도의 농도로 관찰되었다. 사람 피부 표면 지질에 6~12% 스쿠알렌이 포함되어 있다.

## 스쿠알렌의 원천
1916년 처음으로 상어의 간유(肝油)에서 분리되었다. 하지만 스쿠알렌은 식물의 씨앗과 기름, 담수어에도 존재하며 인간도 하루에 약 1g을 생산한다.
스쿠알렌은 다양한 기능을 가지고 있어 음식, 화장품, 제약 사업에서 사용되고 있다. 상어뿐만 아니라 종려나무의 열매와 올리브에도 스쿠알렌이 포함되어 있는데, 일반적으로 올리브는 400~450mg/100g의 스쿠알렌을 포함하며 고품질의 올리브는 700mg/100g을 가지고 있다. 미국을 포함한 서방국가에서 어른들의 하루 평균 섭취량은 30mg 정도이다. 고품질의 올리브를 섭취하는 지중해 지역 국가에서는 매일 400mg의 스쿠알렌을 섭취한다. 그동안 상어의 간유(肝油)와 식물 기름이 스쿠알렌의 주된 원천이었지만, 최근에는 미생물의 발효 과정을 이용하여 스쿠알렌을 생산하고 있다.

## 스쿠알렌의 기능
스쿠알렌은 유리기(free radicals)와 활성산소로부터 세포를 보호하는 자연적인 산화 방지제로 기능을 한다. 또한, 혈액 내 콜레스테롤의 수치를 낮추는 역할을 한다. 대장암, 폐암, 피부암에서 암을 유발하는 화학물질을 저해하여 효과적으로 암 발생을 저해한다. 1997년 이후로 면역 반응을 증가시키기 위해 스쿠알렌을 포함한 인플루엔자 백신을 투여한다.

### 항산화제
스쿠알렌의 화학구조는 C30H50으로 모두 trans 형태의 아이소프레노이드이다. 아이소프레노이드의 이중결합은 강한 항산화제 기능과 항생제의 기능을 갖는다.

### 산소 발생기
스쿠알렌의 불포화 탄화수소(C30H50)는 물의 수소이온과 반응하여 C30H62가 된다. 이 화학 반응으로 3개의 산소(O2)를 발생한다.
C30H50 (squalene) + 6 H2O (water) → C30H62 + 3 O2 (oxygen)
이 과정은 혈액에서 일어나며, 스쿠알렌의 이런 반응을 통해서 충분한 양의 산소를 효과적으로 세포에 전달할 수 있다.  
[네이버 지식백과] 스쿠알렌 [squalene] (생화학백과)

## 항산화 기능
스쿠알렌의 항산화 기능은 1968년 Rao MK가 처음으로 언급하였다.
1972년 최초로 스쿠알렌의 산소 유리기 제거 능력이 밝혀졌으며, 1995년 스쿠알렌은 인간의 피부 표피에서 singlet oxygen을 소거하여 지질의 과산화를 막는다는 논문이 발표되었다.
2001년 스쿠알렌은 재발성 구내염 환자에서 질병을 완화시키며 임상적인 항산화 효과가 있음이 밝혀졌다.
2005년 정상적인 환자를 대상으로 한 임상연구 결과 스쿠알렌은 혈청내 항산화 상태를 유의하게 증가시켰다.이러한 항산화 작용은 염증반응 동안 증가되는 활성산소에 의한 산화 스트레스로부터 유기체를 보호해 준다.
2002년 성인 남성에게 4주 동안 매일 스쿠알렌 10g 을 섭취한 후 강한 운동을 실시한 결과 HDL 수치가 증가하였고 지질 산화물인 MDA 수치가 유의하게 감소하였다.
현재 스쿠알렌에 대한 임상적 자료는 부족한 편이다. 그러나 스쿠알렌의 항산화 기능을 바탕으로 한 다양한 동물실험이 진행되었다.

### 항암제 독성에 대한 보호효과
동물실험에서 스쿠알렌의 항산화 기능은 항암제의 독성으로부터 세포를 보호하는 효과가 있음이 밝혀졌다. 일부 실험에서는 암세포는 보호하지 않고 정상세포만 선택적으로 보호하는 것으로 나타났다.
- 항암제로 사용되는 5-Fluorouracil는 세포 독성이 있는 것으로 알려져 있다. 5-FU를 실험 쥐에 투여한 경우 핵, 조면 소포체, 활면 소포체, 사립체에서 세포 독성으로 인한 변화가 관찰되었으나 스쿠알렌을 투여한 경우 세포소기관에서 정상에 가까운 소견을 보여 스쿠알렌이 5-FU 의 세포독성에 대해 세포소기관을 보호하는 작용에 관여는 것으로 보인다[11].
- 항암제인 시스플라틴과 스쿠알렌을 정상적인 사람 골수 세포에 첨가한 결과 시스플라틴의 독성에 대해 스쿠알렌의 용량이 증가할수록 세포보호효과가 있었고, 세포보호효과가 있는 것으로 알려진 환원형 글루타치온(GSH)과 동등한 수준이었다. 장기 생존한 골수 세포가 증가하였고 시스플라틴으로 유도된 세포자살도 스쿠알렌에 의해 감소되으며, 반면 악성세포에 대해서는 시스플라틴의 독성에 대한 보호효과가 없었다[12].
- 사이클로포스파마이드(Cyclophosphamide, CP)는 항암제로 많이 사용되지만 정상세포에도 악영향을 미치는 독성이 있는 약물이다. CP로 손상을 일으킨 쥐에게 스쿠알렌을 경구투여(0.4 ml/day/rat)한 결과 심장조직, 적혈구, 혈장에서 항산화 효소(SOD, CAT, GPx, GST, GR)와 비효소적 항산화제(GSH, Vit.E, Vit.C, ceruloplasmin)가 증가하였고 CP로 증가한 지질 과산화물이 스쿠알렌에 의해 유의하게 감소하였다[13].
- 사이클로포스파마이드(Cyclophosphamide, CP)로 실험 쥐에 손상을 일으키고 스쿠알렌을 경구투여한 후 조직 손상시 방출되는 CK, LDH, AST, ALT, ALP 의 활성과 urea, creatinine and total bilirubin 을 측정하였다. CP 투여로 혈액에서 증가된 CK, LDH, AST, ALT, ALP, urea, creatinine and total bilirubin 가 스쿠알렌에 의해 감소되었고, 심장에서는 감소되었던 CK, LDH, AST, ALT, 효소 활성이 증가되었다. 이것으로 심장, 신장, 간 등의 기관에 유발된 독성에 대한 스쿠알렌의 보호효과를 확인할 수 있다[14].
- 사이클로포스파마이드(Cyclophosphamide, CP)는 정상세포에도 독성을 가지며 특히 심장, 고환, 방광에 독성을 일으킨다. CP로 손상을 일으킨 쥐에서 스쿠알렌을 투여한 결과 혈청내 항산화 기능이 증가하고 체중감소가 개선되며 생존률이 증가했다. 심장, 방광, 고환에서의 항산화 효소가 증가하였고, 조직검사에서 세포조직 변성 및 손상이 감소된 소견을 보였다[15].
- 스쿠알렌은 Plantinum (Cisplatin, Carboplatin) 계열의 항암제를 처치한 쥐에서 골수내 조혈모세포와 중간엽줄기세포를 선택적으로 보호하였다. 이는 유리활성산소의 감소와 glutathione peroxidase/glutathione-S-transferase 와 같은 항산화 효소의 증가에 의한 것이다. 반면, 신경아세포종(neuroblastoma), 소세포암(small cell carcinoma), 또는 속질모세포종(medulloblastoma) 이식편과 같은 암세포에 대해서는 plantinum으로부터의 세포보호 효과를 보여주지 않았다[16].
- 아드리아마이신(adriamycin)은 항암제로 이용되는 약물이지만 심근증을 유발할 수 있는 부작용이 있다. 아드리아마이신으로 실험 쥐에서 심근증을 유도하고 스쿠알렌 1.5%를 21일 동안 섭취시켰다. 스쿠알렌을 섭취한 실험 쥐의 심장조직은 지단백, 콜레스테롤, 중성지방, 유리지방산의 변화가 유의하게 감소하였고 인지질의 소모를 개선하였으며 심근의 지방산을 보호하였는데 이것은 스쿠알렌의 세포막 안정화력으로 인해 심장보호효과가 있는 것이다[17].

### 환경 독성물질 및 중금속에 대한 보호효과
동물실험을 통해 스쿠알렌은 환경호르몬과 중금속으로부터 세포를 보호하는 효과가 있는 것으로 밝혀졌다. 정확한 기전을 밝히는데는 좀더 많은 연구가 필요하지만, 현재까지 진행된 동물실험에서는 스쿠알렌의 항산화 기능에 의한 세포보호, 그리고 중금속 자체를 스쿠알렌이 흡착하여 다른 곳으로 배출하는 기능 두가지가 주요 기전으로 생각된다.
스쿠알렌은 지용성을 가지고있고 표면장력이 약해 세포나 조직속으로 침투를 잘하여 간 조직 등에 축적되어 있는 지용성 발암물질, 환경오염물질 , 중금속을 용해하여 배출시키는 해독작용이 있다.(김종세 등, 2000).
- PCB(polychlorinated biphenyl)는 환경호르몬으로 분류되는 물질로 주로 지방조직과 간에 축적된다. 이 PCB를 100mg/kg 농도로 실험 쥐에 경구투여하고 48시간 후에 스쿠알렌을 용량별(0%, 3%, 6%)로 사료에 섞어 섭취시켰다. 3주 후 피하지방, 간, 혈액을 채취하여 PCB 농도를 측정한 결과 스쿠알렌의 섭취량이 많을수록 각 조직에서의 PCB 농도가 감소하였다. 이 실험은 스쿠알렌이 체내 PCB를 몸 밖으로 배설할 수 있음을 보여준다[19].
- 실험 쥐에 납(30 mg/kg)과 스쿠알렌(180 mg/kg)을 복강 투여한 경우, 납으로 인한 미토콘드리아의 막 손상, 소포체에서 리보솜의 탈락되고, NO 수치의 감소되었던 것을 회복 보호하는 효과를 보였다. 스쿠알렌이 신장 근위세뇨관에 대한 납 독성을 감소시켜서 회복시키는 효과가 있는 것으로 여겨진다[20].
- 생활의 여러 곳에 사용되는 납은 미량으로도 독성을 일으키고 체내 축적 시 심각한 기능 장애를 유발시키는 물질이다. 실험 쥐에 납을 투여한 후 스쿠알렌을 투여할 경우 항산화 효소인 SOD 가 납 투여군보다 높게 나타났다. 간조직에서 사립체, 조면소포체의 손상도 납 투여군보다 덜하여서 스쿠알렌이 납에 의한 손상된 간 조직을 회복하는 효과가 있는 것으로 여겨진다[21].
- 수은은 산업현장이나 주변환경에서 많이 이용되는 물질로 우리 몸에 직간접적으로 흡수되어 여러 가지 질병을 유발시키는 것으로 알려져 있다. 실험 쥐에 수은과 스쿠알렌을 투여한 군이 수은만 투여한 군보다 신장조직의 핵, 사립체, 조면 소포체의 손상을 감소시켰고 재생에 효과적인 적이었다[22].
- 공업분야에서 많이 이용되고 있는 수은을 투여한 쥐의 간세포에서 핵의 함몰, 사립체 내외막의 파괴, 소포체의 층판구조 분절이 관찰되었지만, 스쿠알렌을 동시 투여한 쥐는 핵의 원형 유지, 정상적인 사립체, 소포체의 층판구조 형성이 관찰되어 수은의 독성을 감소시키는 것으로 사료된다[23].
- 카드뮴은 전기도금, 페인트의 색소, 합금 등 각종 공업원료로 사용되고 있고 생체로 흡수되면 강한 독성으로 인해 심각한 장애를 유발하는 것으로 알려져 있다. CdCl₂ (5.0 mg/kg)을 복강투여한 쥐의 간 조직에서는 불규칙적인 핵 모양, 미토콘드리아의 내강 팽대, 조면소포체의 수조 팽대가 관찰되었으나 스쿠알렌(180.0 mg/kg)을 동시투여한 쥐에서는 세포기관들이 정상적인 형태를 보였다. 카드뮴으로 증가되었던 SOD 활성을 스쿠알렌이 감소시키는데 스쿠알렌이 SOD 역할을 대신하고 세포소기관을 보호하여 간세포를 회복하는 효과가 있는 것으로 사료된다[24].

### 방사선에 대한 보호효과
스쿠알렌은 방사선 유발 산화스트레스로부터 보호효과가 있음이 동물실험에서 밝혀졌다.
- Walter Reed Army Institute of Research에서 실험용 쥐에게 X-선 조사 15분 전에 2000mg/kg 의 스쿠알렌을 먹이고 X-선을 575 roentgens 을 조사시켰다. 실험동물의 60% 가 30일 동안 살아남았고, 스쿠알렌을 먹지 않은 대조군에서는 25%가 살아남았다[25].
- 실험용 쥐의 몸 전체에 치사량의 감마선을 조사하였을 때 스쿠알렌의 효과를 보기 위해 감마선 조사하기 전 14일 동안, 조사 후 30일 동안 2%의 스쿠알렌을 복용시켰다. 그 결과 스쿠알렌이 세포 내와 조직에서 방사선에 대한 보호작용이 있음을 보였다. 백혈구 수는 스쿠알렌을 투여한 동물군에서 일관되게 높게 나왔다. 치사량의 방사선을 조사한 후 스쿠알렌을 투여한 군이 대조군에 비해 생존시간을 유의하게 증가시켰다[26].
- 실험쥐에서 감마선 조사는 심장세포의 핵괴사, 염색체 변형, 미토콘드리아 파괴, 근섬유 파괴와 같은 심각한 구조적 변형을 일으킨다. 이는 방사선에 의한 산화스트레스가 원인으로, 지질과산화물의 증가와 항산화 효소 (SOD, CAT, GSH)의 활성 감소가 관찰되었다. 실험쥐에게 방사선을 조사하기 전 42일간 0.4 ml/kg의 스쿠알렌을 투여한 후 전신 감마선을 3일간 조사한 결과 심근조직의 조직병리학적인 변화와 방사선의 산화스트레스에 의한 조직손상이 감소하였다. LDH, CPK, AST와 같은 조직손상 지표들이 감소하였고, 방사선에 의한 혈중 지질의 변화(중성지방, 콜레스테롤, 저밀도지단백 증가)도 감소하였다. 이는 스쿠알렌의 항산화 기능이 방사선으로 인한 심장근육 손상을 감소시킬 수 있음을 보여준다[27].
- 방사선 조사를 하였을 때 스쿠알렌이 혈청성분에 미치는 영향을 관찰하기 위하여 방사선을 조사하기 전 또는 후에 스쿠알렌(80mL/kg)을 복강투여 하고 총 단백질, 알부민, 총 콜레스테롤, 포도당을 분석하였다. 그 결과 방사선이 조사된 그룹의 쥐에서는 콜레스테롤의 수치가 올라가고 알부민의 수치가 감소했는데, 스쿠알렌을 투여한 그룹의 쥐는 방사선의 영향에서 보호되었다. 특히, 총 콜레스테롤은 방사선 조사에 대해 높은 효과가 있었다[28].

### 피부에 대한 항산화 효과
스쿠알렌은 피하에서, 일중항산소(singlet oxygen)의 제거자(quencher)로 작용하여, 자외선 및 기타 산화 손상 원인에 노출로 인한 지질 과산화로부터 인체 피부표면을 보호한다고 하였다. 사람의 피부표면에서 스쿠알렌이 다른 지질의 일중항산소(singlet oxygen) 제거 반응속도상수(rate constant)보다 더 큰 것을 발견하였고 이는 3,5-di-t-butyl-4-hydroxytoluene(BHT) 과 유사한 수치였다. 또한 스쿠알렌은 과산화 라디칼(peroxide radicals)의 공격에 안정적이기 때문에, 인체 피부 표면에 있는 스쿠알렌으로 인해 지질과산화 연쇄반응이 일어나기 어렵다는 것을 보고 하였다.
- 50세 이상의 여성들에게 90일 동안 13.5g/day(저용량), 27 g/day(고용량)의 스쿠알렌을 복용 전후로 자외선을 조사시켰다. 프로콜라겐(procollagen) 합성이 두 그룹에서 증가하였고, 안면홍반(facial erythema)과 자외선으로 유도된 케라틴세포(keratinocyte)의 세포자살(apoptosis)이 두 그룹에서 모두 감소하였다. 얼굴 주름이 유의하게 감소하였고(고용량군), 처음 홍반이 발생하기 시작하는 자외선 최소량을 의미하는 광노화 척도인 최소홍반량(minimal erythema dose, MED)은 저용량군에서 유의하게 증가하였다. 저용량 실험군의 35%,고용량 실험군의 55%에서 스쿠알렌 복용시 일시적으로 무른변이 지속되었으나 체중감소는 보이지 않았다. 빈번한 무른변 증상을 감안할 때 단순히 피부노화 치료를 위해 고용량의 스쿠알렌을 복용하는 것은 권장되지 않는다[30].
- 실험용 쥐에 화상을 입히고 스쿠알렌을 도포한 결과, 특히 10일째는 대조군에 비해 두꺼운 가시층과 많은 각화세포, 뚜렷한 세포간교, 멜라닌 세포를 포함한 튼튼한 기저층이 확실하게 비교되었다. 이것은 스쿠알렌이 표피성장인자(EGF)를 활성화시키고 유해산소를 제거한 결과이며, 화상치료에 탁월한 효과가 있음을 보인 것이다[31].
- 10개월의 노화된 실험용 쥐의 등 피부에 12시간 간격으로 10일 동안 스쿠알렌을 바른 경우, 피부의 총 단백질 양, 상피세포성장인자의 발현, 발아세포의 분화를 증가시켰다. 스쿠알렌이 노화된 실험용 쥐의 피부 조직을 재생하는데 중요한 역할을 한 것이다.[32].

### 기타 항산화 효과에 대한 연구
- 실험 쥐에 2% 양을 식이와 스쿠알렌을 먼저 복용시킨 후 복강으로 교감신경 흥분제인 이소프로테레놀(isoproterenol)을 주입하여 심근경색을 유도하였을 때, 혈장에서 심근경색 지표인 ALT, AST, LDH, CPK 가 감소하였고, 심장조직에서 지질 과산화물이 감소하였으며, 환원형 글루타치온(GSH), 글루타치온 의존성 항산화 효소(GPx, GST)의 활성, 항과산화효소 (CAT, SOD) 양은 증가하였다. 이는 스쿠알렌이 이소프로테레놀에 의해 발생할 수 있는 부작용인 심근경색에 대해 항산화 작용을 한다는 것을 설명할 수 있다[33].
- 미토콘드리아는 세포내 중요한 기관으로, 활성산소족의 공격에 취약하다. 산소 유리 라디칼에 의한 미토콘드리아의 손상 속도는 개체의 수명에도 부분적으로 관여하는 것으로 생각된다. 젊은 쥐와 늙은 쥐에게 각각 2% 스쿠알렌을 투여하였을 때, 늙은 쥐에서 미토콘드리아 내의 TCA cycle과 호흡에 관여하는 효소들의 활성도를 유지하여 노화에 따른 미토콘드리아 에너지 상태의 변화를 감소시켰다. 또한 젊은쥐와 늙은쥐 모두 간내 환원형 글루타치온(GSH) 농도와 글루타치온 의존성 항산화 효소(GPx, GST) 및 항과산화효소 (CAT, SOD)의 활성도를 증가시켜, 미토콘드리아 항산화 방어시스템을 높게 유지시켰다. 이는 스쿠알렌이 노화 기간에 간의 미토콘드리아 기능을 향상시키며, 활성산소족이 주요 원인인 노화에 의한 질환을 최소화 할 수 있음을 보여준다[34].
- 활성산소는 파킨슨병의 병태생리에도 관여한다. 따라서 항산화제는 파킨슨병을 예방할 가능성 있는 방법으로 주목받아 왔다. 쥐의 뇌실안에 6-hydroxydopamin (6-OHDA)를 주입하여 파킨슨병을 유발시키기 전후로 스쿠알렌을 투여한 경우, 뇌의 줄무늬체 부위에 도파민 감소가 줄어들었다. 반면 스쿠알란을 투여한 경우는 줄무늬체의 도파민 감소가 증가되었다. 스쿠알렌과 스쿠알란 모두 줄무늬체의 GPx, CAT, SOD 농도에는 유의한 변화를 주지 않았고, 지방산 구성의 변화는 둘다 비슷한 양상을 보였다. 그러나 이 실험에서 스쿠알란은 6-OHDA의 독성을 악화시키고 줄무늬체의 산화적 손상을 증가시키는 반면, 스쿠알렌은 그것을 예방하는 것으로 나타났다[35].

## 항암효과
역학조사에서 올리브유에 포함된 스쿠알렌이 암에 대한 위험도를 감소시키는 기여인자로 제시된 바 있다. 다수의 동물실험에서 스쿠알렌이 종양을 억제하는 것으로 나타났으나, 항암효과에 대한 임상연구는 아직 이뤄지지 않았다.
- 뉴마크(Newmark)는 역학조사에서는 올리브유를 섭취하는 것과 암에 대한 위험도가 감소하는 것이 관계가 있음을 밝혔고, 이에 대해 올리브유에 많이 함유되어 있는 스쿠알렌이 기여인자임을 제시하였다[36].

- 라오(Rao) 등은 발암물질인 아족시메탄(azoxymethane)으로 유도된 대장내 비정상적인 함몰점(colonic aberrant crypt foci)에 대한 스쿠알렌의 화학적암예방 효과를 평가하였다. 스쿠알렌이 1% 함유된 식이가 비정상적으로 함몰(aberrant crypt)을 형성하는 것과 함몰의 다양성(crypt multiplicity)를 46% 억제하여서 대장암에 대한 화학적암예방 활성이 있음을 보였다[37].

- 4-(methylnitrosamino)-1-(3-pyridyl)-1-butanone (NNK)는 담배에 존재하는 니트로사민계 물질로 폐암을 유발하는 강력한 발암물질이다. NNK를 주입하여 폐암을 유발한 쥐에서 스쿠알렌을 투여하였을 때 종양의 개수가 58%, 종양 부피가 47% 감소하였으며, 폐 조직검사에서 선종과 이상 과증식 현상이 각각 52%, 70% 감소하였다. 이는 스쿠알렌이 간에서 NNK의 대사를 증가시켜 폐에 도달하는 NNK의 농도를 감소시키기 때문인 것으로 나타났다[38].

- 스쿠알렌과 스쿠알렌이 함유된 물질인 로이덱스(Roidex)가 화학적으로 유도된 암의 성장을 억제하고 이미 종양(tumor)이 있는 쥐 피부 모델에서 종양을 억제할 수 있다는 것을 보였다[39].

- 스쿠알렌이 종양 전 형질전환(pre-neoplastic transformation)과 관계되는 세포 내 표지인자인 비정상적인 과잉증식(aberrant hyperproliferation)을 억제하였다[40].

- 중국햄스터(Chineses hamster)에 살충제에 이용되는 아비산나트륨(sodium arsenite)으로 자매염색분체교환(sister chromatid exchanges)와 소핵증식(micronuclei proliferation)을 유도하고 스쿠알렌을 투여하였을 때 복용량 의존적으로 완화되었다[41].

- 스쿠알렌이 실험용 쥐 피부에 암을 일으키는 종양(tumor)촉진제 12-O-테트라데카노일포르볼 13-아세트산(12-O-tetradecanoylphorbol-13-acetate)의 효과를 억제할 수 있다는 것을 보고하였다. 암 조직에서 많이 발견되는 폴리아민(polyamines)의 세포 내 생합성 속도를 조절하는 것으로 알려진 오르니틴 탈카르복실 효소(ornithine decarboxylase, ODC)의 발현을 스쿠알렌이 억제한다는 것을 보고하였다[42].

- 암의 일종인 sarcoma 180를 유발시킨 암컷 실험용 쥐에서 항종양 작용과 숙주의 면역반응에 대한 스쿠알렌의 효과를 조사하였다. 복강내로 스쿠알렌을 투여한 후, 세망내피계(reticuloendothelial system)의 기능, 특히 IgM 항체를 강화하고, 실험용 쥐의 생존율이 길어진 것이 관찰되었다[43].

## 면역기능 개선 효과
스쿠알렌은 임상실험을 통해 사람의 면역기능을 높이는데 도움을 주는 것으로 밝혀졌다.
- 13명의 건강한 자원자에게 매일 고용량의 상어간유(스쿠알렌 3.6 g, 알콕시글리세롤 3.6 g, 불포화지방산 750mg)를 4주간 투여하였다. 상어간유의 섭취는 세균에 대한 호중구의 반응을 증가시키고 혈액내 보체의 농도를 높였으며 혈청내 총 항산화 상태를 높였다. 또한 말초혈액 단핵구에서 IFN-gamma, TNF-alpha, IL-2와 같은 면역단백질의 분비를 증가시켰다. 이러한 효과는 상어간유 내의 스쿠알렌과 알콕시글리세롤에 의한 것으로 생각된다. 상어간유의 섭취는 일시적으로 콜레스테롤 증가와 고밀도지단백의 감소를 가져왔으나 실험이 끝난 후 곧바로 정상화되었다. 상어 간유의 섭취는 세균, 바이러스, 곰팡이 등의 감염시 도움이 될 것으로 생각되며, 동맥경화나 자가면역 질환의 경우 고용량의 상어간유 섭취는 피해야 할 것으로 생각된다[44].

- 허혈성 심질환과 고지단백혈증을 가진 환자 125명을 대상으로 다양한 농도의 스쿠알렌 (100, 200, 400, 600 mg/day) 섭취를 비교하였다. 항동맥경화 식이요법과 매일 600mg의 스쿠알렌을 섭취를 함께 하였을 때 면역상태의 호전이 가장 크게 나타났으며, 하루 200-400mg의 스쿠알렌을 섭취하였을 때 유의한 항산화 효과가 나타났다[45].

- 상어간유 추출물인 BioMarine 570을 10명의 건강한 자원자에게 매일 9캡슐씩 30일간 복용시켰다. 선천성 면역능력을 반영하는 지표(C1q 농도, CD4/CD8 비율, Th1 림프구 면역단백물질 분비)들이 모두 증가하였고, 임상적인 부작용은 관찰되지 않았다[46].

## 생합성
스쿠알렌은 인체 내에서도 만들어지는 성분으로 아세트산으로부터 생성이 되고, 콜레스테롤 생합성의 전구체이다. 아세테이트가 히드록시메틸글루타릴 CoA (hydroxymethylglutaryl CoA, HMG CoA) 로 전환되고 HMG CoA는 HMG CoA 환원효소에 의해 메발론산(mevalonate)으로 전환된다. 메발론산은 인산화된 후 프레닐 그룹(prenyl group)이 첨가되어 파니질 이인산(farnesyl diphosphate)을 형성한다. 파니질 이인산 두 분자가 효소적으로 결합되고 환원되어 스쿠알렌이 형성된다. 스쿠알렌은 몸의 다른 조직으로 이송되어 콜레스테롤과 다른 스테로이드 대사물을 만든다.

## 독성실험
- 피부 자극

토끼의 털을 깎아서 깨끗한 피부에 스쿠알렌 0.5ml 을 바르고 24시간 후에도 자극이 없었다.
- 눈 자극 실험

토끼의 눈에 스쿠알렌 0.1ml 을 한 방울씩 떨어뜨리고 눈을 씻지 않아도 자극을 일으키지 않았다.

## 대사
섭취 스쿠알렌의 체내 분포변화를 살펴보기 위해서 실험용 쥐에 3H(동위원소)-squalene 0.1ml 씩 경구투여한 후 시간별 체내의 분포를 살펴보았다. 투여 후 10분일 때 3H-스쿠알렌의 농도는 구강, 식도, 위에서 아주 높았고, 30분 후에 담낭, 방광, 장내에서 높았고, 간장, 신장에서의 농도가 높았다. 3시간 후에 폐에서 스쿠알렌 농도는 증가하나 다른 곳에서는 감소하였으며 담낭에서의 감소가 가장 컸다. 6시간, 24시간 후 각 장기에서 3H-스쿠알렌의 분포는 천천히 감소되었고 폐에서 가장 늦게 감소하였다..
스쿠알렌과 콜레스테롤의 생체 내 이동 분포를 비교하기 위해서 3H-squalene(방사선 표시된 스쿠알렌) 과 14C(동위원소)-cholesterol(방사선 표시된 콜레스테롤)을 쥐에게 정맥 투여했다. 3H-스쿠알렌은 지방이나 근육조직에 축적되지 않고 혈청 킬로미크론(chylomicrons), 초저밀도지단백질(VLDL) 과 저밀도지단백질(LDL), 그리고 담즙산뿐만 아니라 콜레스테롤에도 빠르게 나타났다. 또한 3H-squalene 은 14C-cholesterol 보다 더 많은 양이 우선적으로 담즙산으로 전환되어 담도에서 보이고 대변으로 배출되었다. 투여된 3H-squalene은 14C-콜레스테롤에 비해 빠르게 간으로 운반되어 콜레스테롤을 거쳐 효율적으로 담즙산으로 전환되어 배설되었다.
쥐에게 식이성 스쿠알렌의 흡수와 대사율을 결정하기 위해 실시된 연구에서 흡수된 3H-squalene 21%가 조직에서 3H-sterol로 발견되었고 반면에 65%는 2일 내에 대변으로 제거되었다.

## 백신 보조제 사용[52]
스쿠알렌은 면역증강 물질이 풍부해 면역력 보조제나 독감 백신의 원료로 사용된다. 스쿠알렌 성분의 면역 증강제인 MF59가 인체에 들어가 면역 세포인 T세포를 활성화하고 세포 수를 늘리는 작용을 한다. 이미 일부 신종플루 백신은 효과를 높이기 위해 스쿠알렌을 원료로 사용하고 있다. 이런 이유로 일부 제약사는 스쿠알렌을 원료로 한 코로나19 백신을 개발하겠다고 밝혔다. 영국의 글락소스미스클라인(gsk)가 대표적이다. GSK의 경우 지난 5월 코로나 19 백신 대량생산을 위해 10억회 분량의 스쿠알렌을 확보 하겠다고 밝힌 바 있다.

## 스쿠알렌 국내 생산 업체 (2023년 기준)[53]
2023년 식품의약품안전처 식품 등 생산실적에 따르면 스쿠알렌의 생산지역 업체는 총 네 곳으로 매출액 기준 순위는 아래와 같다.
1. (주)세모 34억원
2. (주)알피바이오 6억원
3. (주)서흥 0원
4. (주)유니쎌팜 0원